# Азарёнок, Руслан Степанович
Русла́н Степа́нович Азарёнок (бел. Руслан Сцяпанавіч Азаронак; род. 22 июля 1975, Светлогорск, Гомельская область) — белорусский футболист, полузащитник. Ныне — тренер.

## Карьера

### Клубная
Воспитанник минского «Динамо», где тренировался вместе с Александром Храпковским, Алексеем Вергеенко и Виктором Герасимовичем у тренера Валентина Домашевича.
С 1992 года по 1994 год играл за любительскую команду «Белые Росы» из села Большевик. В 1994 году стал игроком «Динамо-Юни», который является фарм-клубом минского «Динамо». В сезоне 1998 года провёл пять матчей за основную команду в чемпионате Белоруссии, забив при этом один гол. В 1999 году вместе с «Динамо-Юни» стал бронзовым призёром Первой лиги Белоруссии.
В начале 2000 году стал игроком «Молодечно-2000», а спустя полгода перешёл в азербайджанский «Виляш». В 2001 году вернулся в «Молодечно». Провёл в команде два сезона в чемпионате Белоруссии. В 2003 году находился в стане брестского «Динамо», после чего перешёл в бобруйскую «Белшину». В начале 2004 года пытался трудоустроиться в других клубах, однако в итоге вернулся в «Белшину», в которой больше не играл и завершил карьеру игрока.

## Статистика выступлений
| Выступление      | Выступление      | Выступление      | Чемпионат | Чемпионат | Кубки | Кубки | Еврокубки | Еврокубки | Итого | Итого |
| Клуб             | Лига             | Сезон            | Игры      | Голы      | Игры  | Голы  | Игры      | Голы      | Игры  | Голы  |
| ---------------- | ---------------- | ---------------- | --------- | --------- | ----- | ----- | --------- | --------- | ----- | ----- |
| → Динамо-Юни     | Вторая лига      | 1994/95          | 9         | 1         | 0     | 0     | 0         | 0         | 9     | 1     |
| → Динамо-Юни     | Первая лига      | 1995             | 9         | 1         | 0     | 0     | 0         | 0         | 9     | 1     |
| → Динамо-Юни     | Первая лига      | 1996             | 22        | 4         | 0     | 0     | 0         | 0         | 22    | 4     |
| → Динамо-Юни     | Первая лига      | 1997             | 21        | 3         | 0     | 0     | 0         | 0         | 21    | 3     |
| → Динамо-Юни     | Итого            | Итого            | 61        | 9         | 0     | 0     | 0         | 0         | 61    | 9     |
| Динамо (Минск)   | Высшая лига      | 1998             | 5         | 1         | 0     | 0     | 0         | 0         | 5     | 1     |
| Динамо (Минск)   | Итого            | Итого            | 5         | 1         | 0     | 0     | 0         | 0         | 5     | 1     |
| → Динамо-Юни     | Первая лига      | 1998             | 15        | 2         | 0     | 0     | 0         | 0         | 15    | 2     |
| → Динамо-Юни     | Первая лига      | 1999             | 26        | 11        | 0     | 0     | 0         | 0         | 26    | 11    |
| → Динамо-Юни     | Итого            | Итого            | 41        | 13        | 0     | 0     | 0         | 0         | 41    | 13    |
| Молодечно-2000   | Первая лига      | 2000             | 6         | 3         | 0     | 0     | 0         | 0         | 6     | 3     |
| Молодечно-2000   | Итого            | Итого            | 6         | 3         | 0     | 0     | 0         | 0         | 6     | 3     |
| Виляш            | Премьер-лига     | 2000/01          | 8         | 3         | 0     | 0     | 0         | 0         | 8     | 3     |
| Виляш            | Итого            | Итого            | 8         | 3         | 0     | 0     | 0         | 0         | 8     | 3     |
| Молодечно-2000   | Высшая лига      | 2001             | 25        | 1         | 1     | 0     | 0         | 0         | 26    | 1     |
| Молодечно-2000   | Высшая лига      | 2002             | 17        | 2         | 1     | 2     | 0         | 0         | 18    | 4     |
| Молодечно-2000   | Итого            | Итого            | 42        | 3         | 2     | 2     | 0         | 0         | 44    | 5     |
| Белшина          | Высшая лига      | 2003             | 9         | 0         | 1     | 0     | 0         | 0         | 10    | 0     |
| Белшина          | Итого            | Итого            | 9         | 0         | 1     | 0     | 0         | 0         | 10    | 0     |
| Всего за карьеру | Всего за карьеру | Всего за карьеру | 172       | 32        | 3     | 2     | 0         | 0         | 175   | 34    |

1. ↑  Кубок Белоруссии.

Источник:

## Тренерская карьера
По окончании карьеры футболиста перешёл на работу детского тренера в минском «Динамо». Проработал в клубной системе около двенадцати лет. Имеет высшее образование по специальности «Преподаватель физкультуры и спорта, тренер по футболу». Приводил своих подопечных к победе в чемпионате Минска, становился призёром чемпионата Белоруссии, а также выигрывал различные международные турниры. Среди его воспитанников Никита Корзун, Глеб Рассадкин, Валерий Горбачик, Никита Капленко, Арсений Бондаренко, Алексей Харитонович и Павел Назаренко. В январе 2015 года возглавил дубль «Динамо». По итогам сезона команда заняла восьмое место и Азарёнок потерял свою должность.
В 2017 году стал работать тренером в футбольной академии брестского «Динамо». Во второй половине сезона 2020 года — главный тренер дубля «брестчан». В начале 2021 года — главный тренер дубля брестского «Руха». В 2023 году тренировал юношескую команду «Динамо» (Минск) — U16.